# Fundación Le Corbusier
La Fundación Le Corbusier, situada en los números 8 y 10 de la plaza del Doctor Blanche, en el Distrito 16º de París, es una fundación privada, creada en 1967, que promueve y defiende la obra del arquitecto Le Corbusier y que conserva numerosos archivos.

## Funciones
La Fundación Le Corbusier es la heredera universal de la totalidad de los bienes del arquitecto, mobiliarios e inmobiliarios, de acuerdo a su deseo expresado en 1949 y oficializado en 1960. Conserva la mayor parte de sus dibujos, estudios y planos originales de Le Corbusier, realizados principalmente en colaboración con Pierre Jeanneret de 1922 a 1940, así como una importante colección de archivos escritos y fotográficos.
La fundación es propietaria y gestiona las villas Jeanneret-Raaf y La Roche, el apartamento del Edificio Molitor ocupado por Le Corbusier de 1933 a 1965, situado en la calle Nungesser-et-Coli en el Distrito 16º de París, y la villa Le Lac, que construyó para sus padres en Corseaux a orillas del lago Leman. Todos ellos están abiertos al público a excepción de la villa Jeanneret-Raaf, reservada a la investigación.

## Sede
Desde 1970, la sede de la fundación está instalada en las villas Jeanneret-Raaf y La Roche, situadas respectivamente en los números 8 y 10 de la plaza del Doctor Blanche, construidas entre 1923 y 1925 por Le Corbusier y Pierre Jeanneret. Desde el 28 de noviembre de 1996, ambas están catalogadas como Monumento histórico de Francia.
La villa Jeanneret-Raaf acoge las oficinas de la fundación, así como una biblioteca. La villa La Roche, que fue objeto de una restauración entre 2008 y 2009, es la única que puede visitarse y alberga una colección de pinturas, esculturas y mobiliario.

## Clasificación como Patrimonio de la Humanidad por la Unesco
La fundación participó en la candidatura de diversos proyectos construidos por Le Corbusier como Patrimonio de la Humanidad por la Unesco, que fue propuesta de manera conjunta por varios países bajo el título de «La obra arquitectónica y urbana de Le Corbusier, Alemania, Argentina, Bélgica, Francia, Japón y Suiza». Durante la 33ª sesión del Comité del Patrimonio Mundial, este devolvió el dosier a los Estados a fin de que completaran sus requisitos.
El dosier fue de nuevo rechazado en 2011, debido a que se trataba de una lista demasiado larga y por la ausencia del proyecto del complejo del Capitolio de Chandigarh en la India.
Un nuevo informe de candidatura con las indicaciones modificadas fue remitido a finales de enero de 2015 por el Ministerio de Cultura de Francia y fue propuesto en la 40.ª sesión del Comité del Patrimonio Mundial, que se celebró en Estambul (Turquía) del 10 al 17 de julio de 2016. El conjunto fue finalmente aceptado el 17 de julio de 2016.